# Palais des sports Jean-Bouin
Pour les articles homonymes, voir Palais des sports.
Le palais des sports Jean-Bouin est un complexe sportif à Nice, abritant patinoire et piscine olympiques.
Cet établissement porte le nom de Jean Bouin (1888-1914), célèbre coureur de fond français.

## Histoire

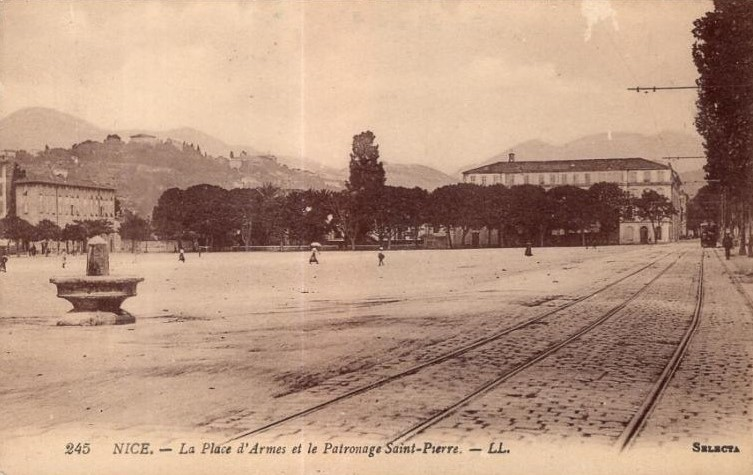
La place d'armes vers 1900.

Les travaux débutent en 1981 ou 1982. Inauguré le 18 avril 1984, le bâtiment remplace l'ancien stade d'athlétisme Jean-Bouin (anciennement stade du XVe Corps) qui lui-même avait été construit en 1937 et renommé en 1951, en partie sur l'emplacement de la place d'armes (dénommée place du XVe corps à partir de 1920),,. Il est construit par la municipalité de Jacques Médecin sous l'impulsion de l'adjoint aux sports Charles Ehrmann qui convainc le maire de Nice de rajouter une patinoire et une piscine olympiques au parking que celui-ci souhaitait créer à côté du palais des expositions ainsi que du palais des congrès Acropolis qui venait d'ouvrir.

## Bâtiment
L'architecte est Georges-Xavier Marguerita. Le bâtiment, construit en acier et en béton, mesure 27 mètres de hauteur et comporte sept étages et un niveau en sous-sol. Le parking contient 1 928 places. Les derniers étages, dont la façade est en verre, abritent la piscine et la patinoire. La piscine dispose de deux bassins dont un de 50 mètres de longueur qui constitue la seule piscine olympique couverte des Alpes-Maritimes.

## Hockey sur glace
La patinoire olympique accueille l'équipe de hockey sur glace du Nice Hockey Côte d'Azur.

## Water-polo
La piscine olympique accueille l'équipe de water-polo de l'Olympic Nice Natation.